# Solbourne Computer
Solbourne Computer, Inc. was oorspronkelijk een Amerikaanse producent van computersystemen gevestigd in Longmont, die aanvankelijk voor 52% eigendom was van Matsushita. Eind jaren tachtig en begin jaren negentig produceerde het bedrijf een reeks computerwerkstations en -servers op basis van de SPARC-microprocessorarchitectuur.
Solbourne-systemen waren grotendeels compatibel met de Sun-4-systemen van Sun Microsystems. Sommige hiervan zijn opmerkelijk omdat ze symmetric multiprocessing ondersteunden enige tijd voordat Sun zelf multiprocessorsystemen produceerde. Zelfs toen Sun zelf multiprocessorsystemen op de markt bracht, was dat aanvankelijk nog met een asymmetric multiprocessing-model. Sun zou symmetric multiprocessing pas toepassen met de release van Solaris 2.0 in 1992.
Vanwege de kosten voor engineering en productie van nieuwe systemen om te kunnen blijven concurreren met Sun's groeiende hardware-aanbod en door het verlies van symmetric multiprocessing als ultiem verkoopsargument, verliet Solbourne in 1994 de computerhardware-industrie. Grumman Systems Support Corporation leverde nog tot 2000 ondersteuning aan Solbourne-klanten.
In 1994 verplaatste Solbourne zijn hoofdkantoor naar Boulder. Vanaf dat moment tot juli 2008 richtte Solbourne zich op het leveren van support en oplossingen op basis van Oracle-applicaties en bijbehorende technologieën. Solbourne bouwde een sterke reputatie op in de Oracle E-Business Suite-gemeenschap en werd een dominante leverancier van adviesdiensten aan staats- en lokale klanten van Oracle E-Business Suite.
In 2008 werd Solbourne overgenomen door Deloitte Consulting.

## Modellen
Het aanbod van Solbourne omvatte het volgende:
- Werkstations en servers met meerdere processors die gebruikmaken van de KBus 64-bits interprocessorbus:
  - Series4: 16,67 MHz Fujitsu MB86900-processor(s)
  - Series5: 33 MHz Cypress CY7C601-processor(s)
  - Series5E: 40 MHz Cypress CY7C601-processor(s)
  - Series6: 33 MHz SuperSPARC-processor(s)
  - Series6E: 50 MHz SuperSPARC-processor(s)
- IDT (Integrated DeskTop) uniprocessorwerkstations gebaseerd op de SPARC-compatible Panasonic MN10501 (KAP) processor:
  - S3000: draagbaar werkstation met geïntegreerd plasmascherm
  - S4000: 33 MHz CPU werkstation in een "pizzabox"-behuizing
  - S4000DX: S4000-werkstation met een 36 MHz CPU en secundaire processorcache

De MN10501-processor was ontwikkeld door Solbourne in samenwerking met Matsushita. De processor had een geïntegreerde FPU, MMU, branch prediction-logica, 8 KB cachegeheugen en een 64-bits databus, allemaal vervat in één chip.

## Besturingssystemen
Alle Solbourne-systemen draaien op OS/MP, een aangepaste versie van SunOS 4.1 die multiprocessorsystemen ondersteunt. De uiteindelijke release van OS/MP was 4.1C, overeenkomend met SunOS 4.1.3.
Wegens het gebruik van de KBus interprocessorbus en van een speciale MMU, twee bedrijfseigen ontwikkelingen van Solbourne die weinig of niet gedocumenteerd waren, zijn er geen andere besturingssystemen naar Solbourne werkstations en servers geporteerd. Er is wel ooit een poging ondernomen om OpenBSD te porteren naar IDT werkstations.